# Ceratina richardsoniae
Ceratina richardsoniae är en biart som beskrevs av Carlos Schrottky 1909. Ceratina richardsoniae ingår i släktet märgbin, och familjen långtungebin. Inga underarter finns listade i Catalogue of Life.